# Morro do Chapéu do Piauí
Morro do Chapéu do Piauí là một đô thị thuộc bang Piauí, Brasil. Đô thị này có diện tích 328,284 km², dân số năm 2007 là 6398 người, mật độ 19,49 người/km².